# Goodell (Iowa)
Goodell est une ville du comté de Hancock, en Iowa, aux États-Unis. Elle est fondée en 1884 et incorporée le 3 février 1893.

## Source de la traduction
- (en) Cet article est partiellement ou en totalité issu de l’article de Wikipédia en anglais intitulé « Goodell, Iowa » (voir la liste des auteurs).